# Albert Ravutia
Albert Pisuvoke Ravutia est un homme politique vanuatais.

## Biographie
Né dans ce qui est alors le condominium des Nouvelles-Hébrides, colonie conjointement française et britannique, et plus précisément « originaire du village d’Ipaito dans le sud de » l'île d'Espiritu Santo, Albert Ravutia est francophone et de confession protestante. Il fonde en 1975 le Parti fraternel mélanésien (PFM) pour représenter les communautés francophones adhérentes à l'Église libre protestante dans le nord de Malekula et le sud d'Espiritu Santo (à la fois en zone rurale et à Luganville),. Il se présente à l'élection législative partielle d'octobre 1976 pour la circonscription rurale d'Espiritu Santo, mais échoue à être élu à l'Assemblée représentative de la colonie, l'électorat francophone étant divisé entre quatre candidats ; les deux sièges pour la circonscription sont remportés par le nationaliste anglophone Thomas Reuben et par le francophone Jimmy Stevens du mouvement Nagriamel. Il entre toutefois à l'Assemblée aux élections législatives de 1977, et est nommé ministre des Ressources naturelles dans le premier gouvernement responsable de l'histoire du pays, mené par George Kalsakau. Il est par ailleurs membre - avec Vincent Boulekone, Jacques Carlot et Georges Cronsteadt - d'une commission parlementaire qui propose la mise en place à terme d'assemblées régionales pour un gouvernement décentralisé de l'archipel. La proposition est adoptée par l'Assemblée, qui n'a toutefois pas le temps de la mettre en œuvre. Il exerce sa fonction un an seulement, n'y étant pas reconduit lorsque est formé un gouvernement d'union nationale en décembre 1978. 
Alors que la colonie se prépare à l'indépendance, Albert Ravutia se joint au mouvement sécessionniste de Jimmy Stevens, qui proclame en juin 1980 l'indépendance d'Espiritu Santo. Avec Georges Cronsteadt et Alfred Maliu, les deux hommes y proclament la « république du Vemarana ». Déclaré président de cette république, Jimmy Stevens nomme Alfred Maliu Premier ministre, et celui-ci nomme Albert Ravutia ministre des Ressources naturelles. Les autres ministres sont Ravu Panpan (Finances), Timothy Wallis (Intérieur), et Jean Sevoa (Affaires sociales). Les Nouvelles-Hébrides deviennent indépendantes quelques semaines plus tard avec le nom de république de Vanuatu, mené par le nationaliste anglophone Walter Lini. Celui-ci obtient que soient déployés à Espiritu Santo des soldats de la Force de Défense de Papouasie-Nouvelle-Guinée ; le mouvement sécessionniste est réprimé et vaincu. Albert Ravutia est condamné en septembre à cinq ans de prison.
Survivant à l'incarcération de son chef, le PFM est l'un des partis fondateurs en 1981 de l'Union des partis modérés (UPM), qui rassemble les mouvements souhaitant protéger la minorité francophone du pays face au gouvernement de Walter Lini, hostile à la langue française et à la France. René Luc est ainsi élu député pour le parti aux élections législatives vanuataises de 1983 et de 1987,,. Amnistié et libéré de prison pour bonne conduite en novembre 1981, Albert Ravutia retrouve un siège de député au Parlement de Vanuatu aux élections de 1991,.
Réélu en 1995, il est nommé ministre du Tourisme, des Télécommunications et des Services météorologiques et postaux dans le gouvernement de coalition de Maxime Carlot Korman, le chef de l'UPM. Le 5 août 1996, à l'occasion d'un remaniement ministériel, il devient ministre des Terres,. Il n'occupe cette fonction que brièvement ; en septembre, son parti forme une alliance avec l'Union tan et le Parti progressiste mélanésien, quitte le gouvernement et forme une majorité de gouvernement alternatif avec l'opposition, permettant à Serge Vohor de devenir Premier ministre,. Albert Ravutia devient ministre de l'Agriculture dans ce gouvernement (1996-1998), et négocie et signe avec la République populaire de Chine un accord pour que la Chine construise et finance un institut d'enseignement supérieur d'agriculture à Luganville, à Espiritu Santo.
Toujours chef du PFN, Albert Ravutia est réélu député de Santo en 1998. Il est fait à nouveau ministre de l'Agriculture par le nouveau Premier ministre Barak Sopé en 1999. Il conserve son siège de député aux en 2002, et siège sur les bancs de l'opposition au gouvernement d'Edward Natapei, mais est battu dans sa circonscription aux élections anticipées en 2004.